# All-Star Game de la NBA 2013
El All-Star Game de la NBA de 2013 se disputó en la ciudad de Houston (Texas) el 17 de febrero de 2013, en el pabellón Toyota Center, sede de los Houston Rockets. Fue la 62.ª edición del All-Star Game.

## All-Star Game

### Jugadores
Las plantillas para el All-Star Game se eligieron de dos maneras: por un lado los quintetos iniciales y por el otro los reservas. Los primeros fueron elegidos mediante una votación popular, donde se seleccionaron, por cada una de las conferencias, a dos bases, dos aleros y un pívot. Los reservas fueron elegidos por los entrenadores de cada una de las conferencias, sin que estos pudieran votar a jugadores de sus propios equipos. Los entrenadores debían de elegir a dos bases, dos aleros, un pívot y otros dos jugadores más sin importar su posición. Si un jugador no podía participar por lesión sería el comisionado el que elegía a su sustituto.
| Pos.                                           | Jugador           | Equipo                 | N.º de All-Stars | Votos totales    |
| Quinteto inicial                               | Quinteto inicial  | Quinteto inicial       | Quinteto inicial | Quinteto inicial |
| ---------------------------------------------- | ----------------- | ---------------------- | ---------------- | ---------------- |
| G                                              | Chris Paul (C)    | Los Angeles Clippers   | 6                | 929,155          |
| G                                              | Kobe Bryant       | Los Angeles Lakers     | 15               | 1,591,437        |
| F                                              | Kevin Durant      | Oklahoma City Thunder  | 4                | 1,504,047        |
| F                                              | Blake Griffin     | Los Angeles Clippers   | 3                | 863,832          |
| C                                              | Dwight Howard     | Los Angeles Lakers     | 7                | 922,070          |
| Reservas                                       |                   |                        |                  |                  |
| F                                              | LaMarcus Aldridge | Portland Trail Blazers | 2                | —                |
| F                                              | Tim Duncan        | San Antonio Spurs      | 14               | —                |
| G                                              | James Harden      | Houston Rockets        | 1                | —                |
| F                                              | David Lee         | Golden State Warriors  | 2                | —                |
| G                                              | Tony Parker       | San Antonio Spurs      | 5                | —                |
| F                                              | Zach Randolph     | Memphis Grizzlies      | 2                | —                |
| G                                              | Russell Westbrook | Oklahoma City Thunder  | 3                | —                |
| Entrenador: Gregg Popovich (San Antonio Spurs) |                   |                        |                  |                  |

| Pos.                                    | Jugador          | Equipo              | N.º de All-Stars | Votos totales    |
| Quinteto inicial                        | Quinteto inicial | Quinteto inicial    | Quinteto inicial | Quinteto inicial |
| --------------------------------------- | ---------------- | ------------------- | ---------------- | ---------------- |
| G                                       | Rajon Rondo (*)  | Boston Celtics      | 4                | 924,180          |
| G                                       | Dwyane Wade (C)  | Miami Heat          | 9                | 1,052,310        |
| F                                       | LeBron James     | Miami Heat          | 9                | 1,583,646        |
| F                                       | Carmelo Anthony  | New York Knicks     | 6                | 1,460,950        |
| F/C                                     | Kevin Garnett    | Boston Celtics      | 15               | 553,222          |
| Reservas                                |                  |                     |                  |                  |
| F                                       | Chris Bosh       | Miami Heat          | 8                | —                |
| C                                       | Tyson Chandler   | New York Knicks     | 1                | —                |
| F                                       | Luol Deng        | Chicago Bulls       | 2                | —                |
| F                                       | Paul George      | Indiana Pacers      | 1                | —                |
| G                                       | Jrue Holiday     | Philadelphia 76ers  | 1                | —                |
| G                                       | Kyrie Irving     | Cleveland Cavaliers | 1                | —                |
| C                                       | Brook Lopez (*)  | Brooklyn Nets       | 1                | —                |
| C                                       | Joakim Noah      | Chicago Bulls       | 1                | —                |
| Entrenador: Erik Spoelstra (Miami Heat) |                  |                     |                  |                  |

- (C) – Elegido capitán para el All-Star Game por la National Basketball Players Association.[3]
- (*)- Brook Lopez fue elegido por el comisionado para sustituir al lesionado Rajon Rondo

| 17 de febrero de 2013 | Conferencia Este                          | 138–143                               | Conferencia Oeste                       | |  |
| 8:30 p. m. ET         | Parciales: 26-31, 39-38, 39-39, 34-35     | Parciales: 26-31, 39-38, 39-39, 34-35 | Parciales: 26-31, 39-38, 39-39, 34-35   | |  |
|                       | Estadísticas Anthony 26 Anthony 12 Wade 7 | Reporte Pts Reb Asts                  | Estadísticas Durant 30 Howard 7 Paul 15 | Pabellón: Toyota Center, Houston, Texas Asistencia: 16.101 espectadores Árbitros: #10 Ron Garretson #71 Rodney Mott #40 Leon Wood Televisión: TNT |  |

## All-Star Weekend

### Foot Locker Three-Point Contest
| Pos. | Jugador      | Equipo              | Altura | Peso | 1.ª ronda | Ronda final |
| ---- | ------------ | ------------------- | ------ | ---- | --------- | ----------- |
| G/F  | Paul George  | Indiana Pacers      | 6–8    | 221  | 10        | NA          |
| G    | Kyrie Irving | Cleveland Cavaliers | 6–3    | 191  | 18        | 23          |
| F    | Steve Novak  | New York Knicks     | 6–10   | 235  | 17        | NA          |

| Pos. | Jugador       | Equipo                | Altura | Peso | 1.ª ronda | Ronda final |
| ---- | ------------- | --------------------- | ------ | ---- | --------- | ----------- |
| F    | Ryan Anderson | New Orleans Hornets   | 6–10   | 240  | 18        | NA          |
| F/C  | Matt Bonner   | San Antonio Spurs     | 6–10   | 235  | 19        | 20          |
| G    | Stephen Curry | Golden State Warriors | 6–3    | 185  | 17        | NA          |

### Sprite Slam Dunk Contest

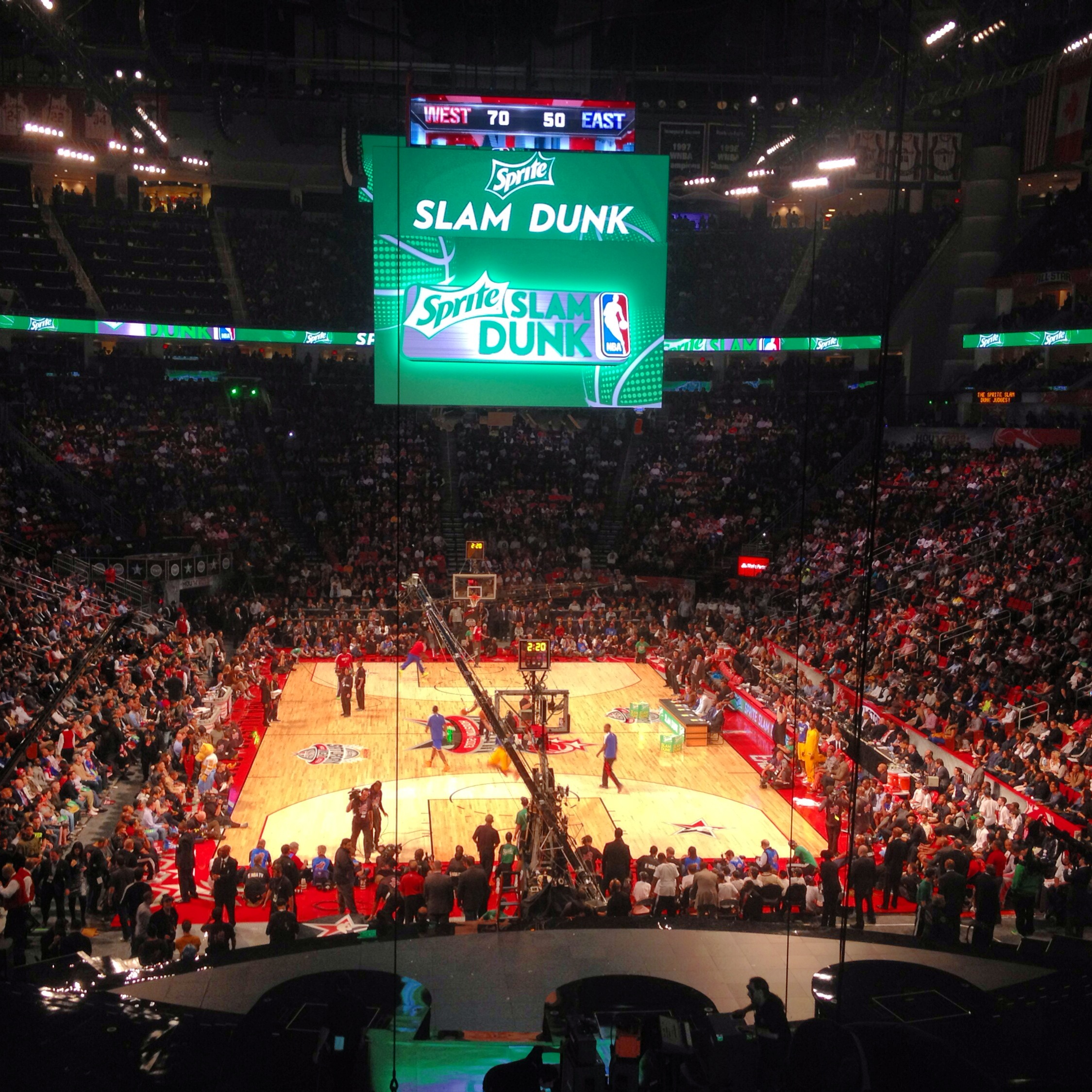
Los espectadores en el interior del Toyota Center aguardan el comienzo del concurso de mates de la NBA el sábado, 16 de febrero de 2013.

| Pos. | Jugador       | Equipo          | Altura | Peso | 1.ª ronda | 1.ª ronda | 1.ª ronda | Ronda final |
| Pos. | Jugador       | Equipo          | Altura | Peso | 1.er mate | 2.º mate  | Total     | Votos       |
| ---- | ------------- | --------------- | ------ | ---- | --------- | --------- | --------- | ----------- |
| G/F  | Gerald Green  | Indiana Pacers  | 6–8    | 210  | 50        | 32        | 82        | N/A         |
| G    | Terrence Ross | Toronto Raptors | 6–6    | 195  | 50        | 49        | 99        | 58%         |
| G/F  | James White   | New York Knicks | 6–7    | 215  | 45        | 32        | 77        | N/A         |

| Pos. | Jugador        | Equipo               | Altura | Peso | 1.ª ronda | 1.ª ronda | 1.ª ronda | Ronda final |
| Pos. | Jugador        | Equipo               | Altura | Peso | 1.er mate | 2.º mate  | Total     | Votos       |
| ---- | -------------- | -------------------- | ------ | ---- | --------- | --------- | --------- | ----------- |
| G    | Eric Bledsoe   | Los Angeles Clippers | 6–1    | 195  | 39        | 50        | 89        | N/A         |
| F    | Jeremy Evans   | Utah Jazz            | 6–9    | 194  | 47        | 43        | 90        | 42%         |
| F    | Kenneth Faried | Denver Nuggets       | 6–8    | 228  | 39        | 50        | 89        | N/A         |

### BBVA Rising Stars Challenge
El BBVA Rising Stars Challenge se disputa entre los mejores jugadores de primer año ('Rookies') y los mejores de segundo año ('Sophomores'). El partido consta de dos tiempos de 20 minutos, similar al baloncesto universitario. Para esta edición del Rising Stars Challenge, los participantes han sido elegidos por los entrenadores asistentes de la liga. Posteriormente, los jugadores han sido drafteados por los exjugadores de la NBA Shaquille O’Neal y Charles Barkley, quienes hacen las funciones de “General Managers” de sus respectivos equipos.
| Ronda                                  | Pick | Pos. | Jugador                | Equipo                 | Rookie / Sophomore |
| -------------------------------------- | ---- | ---- | ---------------------- | ---------------------- | ------------------ |
| 1                                      | 1    | G    | Damian Lillard         | Portland Trail Blazers | Rookie             |
| 2                                      | 3    | G    | Kyrie Irving           | Cleveland Cavaliers    | Sophomore          |
| 3                                      | 5    | C    | Andre Drummond (*)     | Detroit Pistons        | Rookie             |
| 4                                      | 7    | G/F  | Klay Thompson          | Golden State Warriors  | Sophomore          |
| 5                                      | 9    | F    | Harrison Barnes        | Golden State Warriors  | Rookie             |
| 6                                      | 11   | F    | Chandler Parsons       | Houston Rockets        | Sophomore          |
| 7                                      | 13   | G    | Dion Waiters           | Cleveland Cavaliers    | Rookie             |
| 8                                      | 15   | F    | Michael Kidd-Gilchrist | Charlotte Bobcats      | Rookie             |
| 9                                      | 17   | C    | Tyler Zeller           | Cleveland Cavaliers    | Rookie             |
| 10                                     | 19   | G    | Kemba Walker           | Charlotte Bobcats      | Sophomore          |
| –                                      | –    | F    | Andrew Nicholson (*)   | Orlando Magic          | Rookie             |
| Entrenador: David Fizdale (Miami Heat) |      |      |                        |                        |                    |
| General manager: Shaquille O’Neal      |      |      |                        |                        |                    |

| Ronda                                            | Pick | Pos. | Jugador          | Equipo                 | Rookie / Sophomore |
| ------------------------------------------------ | ---- | ---- | ---------------- | ---------------------- | ------------------ |
| 1                                                | 2    | F    | Anthony Davis    | New Orleans Hornets    | Rookie             |
| 2                                                | 4    | F    | Kenneth Faried   | Denver Nuggets         | Sophomore          |
| 3                                                | 6    | F    | Kawhi Leonard    | San Antonio Spurs      | Sophomore          |
| 4                                                | 8    | G    | Bradley Beal     | Washington Wizards     | Rookie             |
| 5                                                | 10   | G    | Ricky Rubio      | Minnesota Timberwolves | Sophomore          |
| 6                                                | 12   | F    | Tristan Thompson | Cleveland Cavaliers    | Sophomore          |
| 7                                                | 14   | C    | Nikola Vučević   | Orlando Magic          | Sophomore          |
| 8                                                | 16   | F/C  | Brandon Knight   | Detroit Pistons        | Sophomore          |
| 9                                                | 18   | G    | Isaiah Thomas    | Sacramento Kings       | Sophomore          |
| 10                                               | 20   | F/C  | Alexey Shved     | Minnesota Timberwolves | Rookie             |
| Entrenador: Mike Budenholzer (San Antonio Spurs) |      |      |                  |                        |                    |
| General manager: Charles Barkley                 |      |      |                  |                        |                    |

- (*)- Andrew Nicholson fue elegido para sustituir al lesionado Andre Drummond

| 15 de febrero | Team Shaq                                                  | 135–163                            | Team Chuck                                                          | |  |
| 9:00 p. m. ET | Marcador por tiempos: 66–90, 69–73                         | Marcador por tiempos: 66–90, 69–73 | Marcador por tiempos: 66–90, 69–73                                  | |  |
|               | Estadísticas Kyrie Irving 32 Kyrie Irving 6 Kemba Walker 8 | Reporte Pts Reb Asts               | Estadísticas Kenneth Faried 40 Faried, Thompson 10 Rubio, Thomas 10 | Pabellón: Toyota Center, Houston, Texas Asistencia: 16,101 espectadores Árbitros: - #66 Haywoode Workman - #58 Josh Tiven - #60 James Williams Televisión: TNT |  |

### Sears Shooting Stars Competition
| Nombre del equipo | Miembros          | Equipo                | 1.ª ronda | Ronda final |
| ----------------- | ----------------- | --------------------- | --------- | ----------- |
| Team Harden       | James Harden      | Houston Rockets       | 37.9      | -           |
| Team Harden       | Tina Thompson     | Seattle Storm         | 37.9      | -           |
| Team Harden       | Robert Horry      | (retirado)            | 37.9      | -           |
| Team Westbrook    | Russell Westbrook | Oklahoma City Thunder | 29.5      | 1:30.0      |
| Team Westbrook    | Maya Moore        | Minnesota Lynx        | 29.5      | 1:30.0      |
| Team Westbrook    | Sam Cassell       | (retirado)            | 29.5      | 1:30.0      |

| Nombre del equipo | Miembros          | Equipo        | 1.ª ronda | Ronda final |
| ----------------- | ----------------- | ------------- | --------- | ----------- |
| Team Bosh         | Chris Bosh        | Miami Heat    | 50.0      | 1:29        |
| Team Bosh         | Swin Cash         | Chicago Sky   | 50.0      | 1:29        |
| Team Bosh         | Dominique Wilkins | (retirado)    | 50.0      | 1:29        |
| Team Lopez        | Brook Lopez       | Brooklyn Nets | 1:07      | -           |
| Team Lopez        | Tamika Catchings  | Indiana Fever | 1:07      | -           |
| Team Lopez        | Muggsy Bogues     | (retirado)    | 1:07      | -           |

### Taco Bell Skill Challenge
| Pos. | Jugador        | Equipo             | Altura | Peso | 1.ª ronda | Ronda final |
| ---- | -------------- | ------------------ | ------ | ---- | --------- | ----------- |
| G    | Jrue Holiday   | Philadelphia 76ers | 6–4    | 205  | 29.3      | 35.6        |
| G    | Brandon Knight | Detroit Pistons    | 6–3    | 189  | 32.2      | NA          |
| G    | Jeff Teague    | Atlanta Hawks      | 6–2    | 181  | 49.4      | NA          |

| Pos. | Jugador        | Equipo                 | Altura | Peso | 1.ª ronda | Ronda final |
| ---- | -------------- | ---------------------- | ------ | ---- | --------- | ----------- |
| G    | Damian Lillard | Portland Trail Blazers | 6–3    | 195  | 28.8      | 29.8        |
| G    | Jeremy Lin     | Houston Rockets        | 6–3    | 200  | 35.8      | NA          |
| G    | Tony Parker    | San Antonio Spurs      | 6–2    | 180  | 48.7      | NA          |